# Erhard Graf von Wedel
Erhard Graf von Wedel, vollständig Erhard Alfred Ernst Thilo Graf von Wedel (* 20. November 1879 in Weimar; † 27. Oktober 1955 in Weimar), war ein deutscher Jurist und Diplomat im Auswärtigen Dienst.

## Leben
Wedel war ein Sohn des Weimarer Oberhofmarschalls Oskar Graf von Wedel (1835–1908) und der unter dem Pseudonym Marie Witilo schriftstellerisch tätigen Maria von Wedel, geborene Gräfin Beust (1855–1913). Er blieb unverheiratet.
Nachdem er seine juristische Ausbildung 1908 als Gerichtsassessor beendet hatte, trat er 1909 in den Auswärtigen Dienst ein. Er war Legationssekretär in Athen, Paris und Sofia, bevor er ab 1915 am Ersten Weltkrieg teilnahm. Anschließend war er erneut im Auswärtigen Dienst tätig, u. a. in Kopenhagen, Paris und Memel.
Wedel trat am 1. Dezember 1931 der NSDAP bei. In seinen Schriften äußerte er sich immer wieder positiv, zum Teil begeistert über den Nationalsozialismus. So schrieb er 1941 rückblickend über den ersten NS-Reichsparteitag außerhalb Bayerns, 1926 in seiner Heimatstadt Weimar: „Zehntausend begeisterte Anhänger und Kämpfer jener großen Volksbewegung, die unter genialer Leitung das schwere Werk der Auferstehung auf ihre jugendlichen Schultern nimmt und so zum Ausgangspunkt einer neuen deutschen Zukunft wird, marschieren im Braunhemd an der ehemaligen Stätte des Verzichts vorüber. Hier wird die Blutfahne der Bewegung neu geweiht, von hier aus nimmt die Hitlerjugend ihren wunderbaren Aufstieg zur größten Jugendbewegung aller Zeiten und von hier aus rüttelt der Führer mit hinreißender Wucht sein Volk wach zu Neugeburt und neuen Leben!“
Zwischen 1934 und 1937 amtierte er als deutscher Gesandter in Paraguay und war danach bevollmächtigter Minister im Auswärtigen Amt.

## Schriften
- Bismarck und Weimar. Aus großelterlichen Tagebuchblättern und Briefen. in: Berliner Monatshefte, April 1940, S. 216–223.
- Erinnerungen an meine Pariser Diplomatenjahre [1911–1913]. in: Berliner Monatshefte, Juni 1940, S. 357–369.
- Erinnerungen an meine Pariser Diplomatenjahre [1920–1921]. in: Berliner Monatshefte, Juli 1940, S. 434–445.

- Weimar und der deutsche Reichsgedanke. in: Berliner Monatshefte, April 1941, S. 255–271.
- „Après la défaite“. Bertrand de Jouvenels Erkenntnisse und Folgerungen. in: Berliner Monatshefte, Mai 1941, S. 354–368.
- Zwischen den Kriegen. in: Berliner Monatshefte, Oktober 1941, S. 675–678.
- Goethe und Ernst August von Gersdorff (Aus alten Familienpapieren). in: Berliner Monatshefte, August 1942, S. 382–387.
- (Hrsg.) Zwischen Kaiser und Kanzler. Aufzeichnungen des Generaladjutanten Grafen Carl von Wedel aus den Jahren 1890–1894. Koehler & Amelang, Leipzig 1943.